# Franz August Schubert

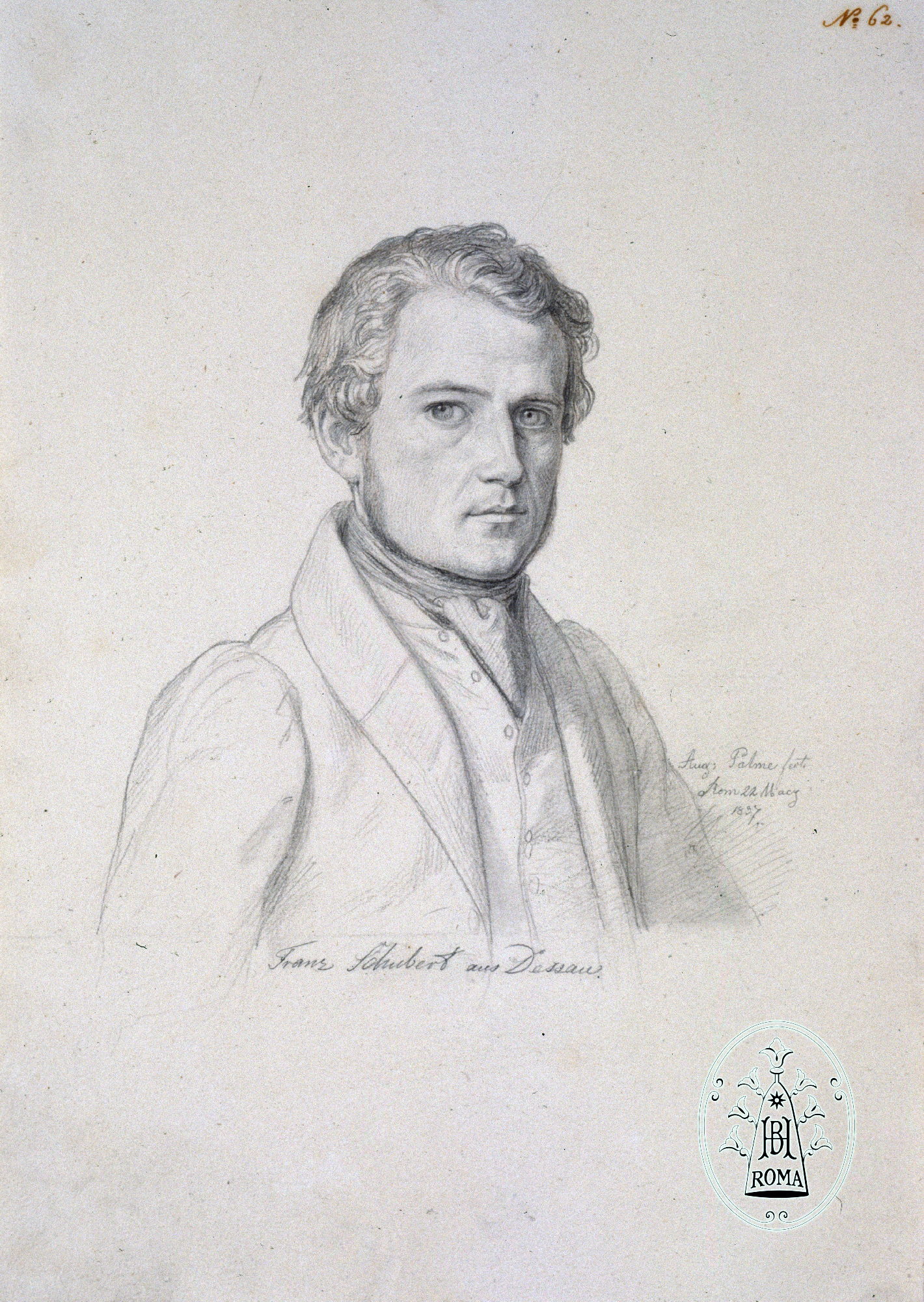
Franz August Schubert, gezeichnet von Augustin Palme, Rom 1837

Franz August Schubert (* 10. November 1806 in Dessau; † 28. April 1893 ebenda) war ein deutscher Historienmaler, Schöpfer der Deckengemälde des Konzertsaals im Königlichen Schauspielhaus in Potsdam und des Altarbildes Christus am Ölberg in der Kirche Ivenack (1867/68).

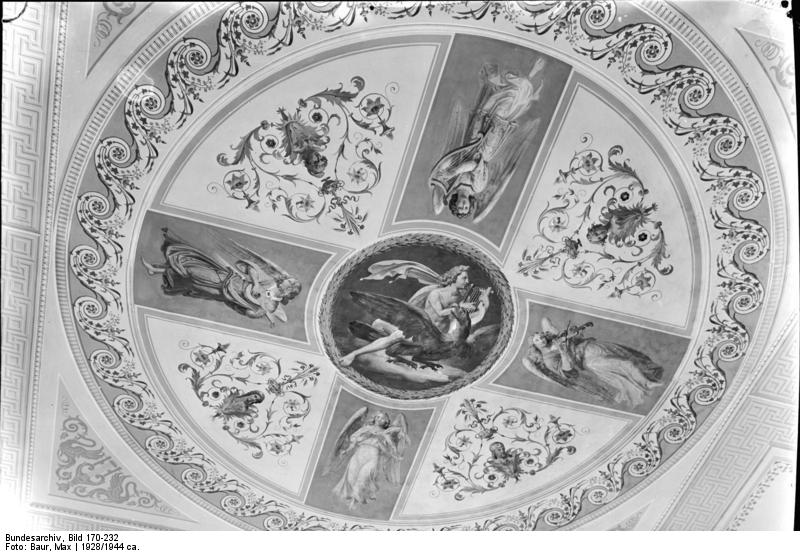
Deckengemälde mit Apollo auf dem Adler
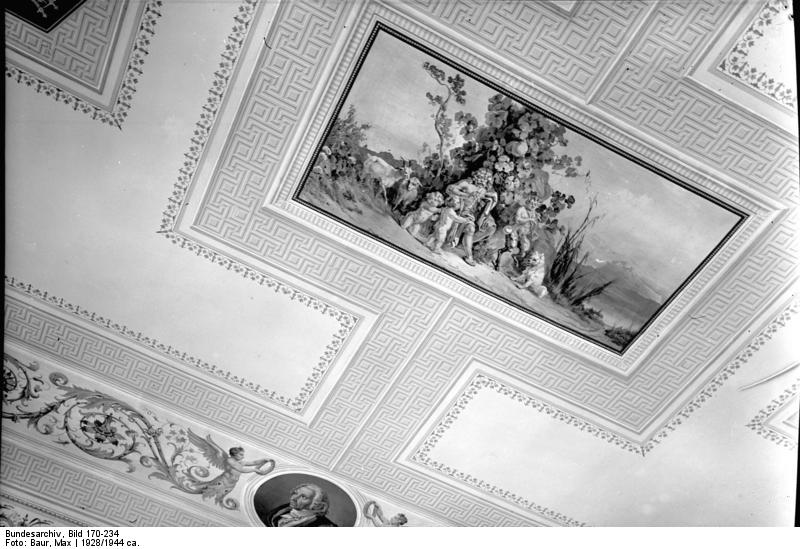
Deckengemälde im Konzertsaal
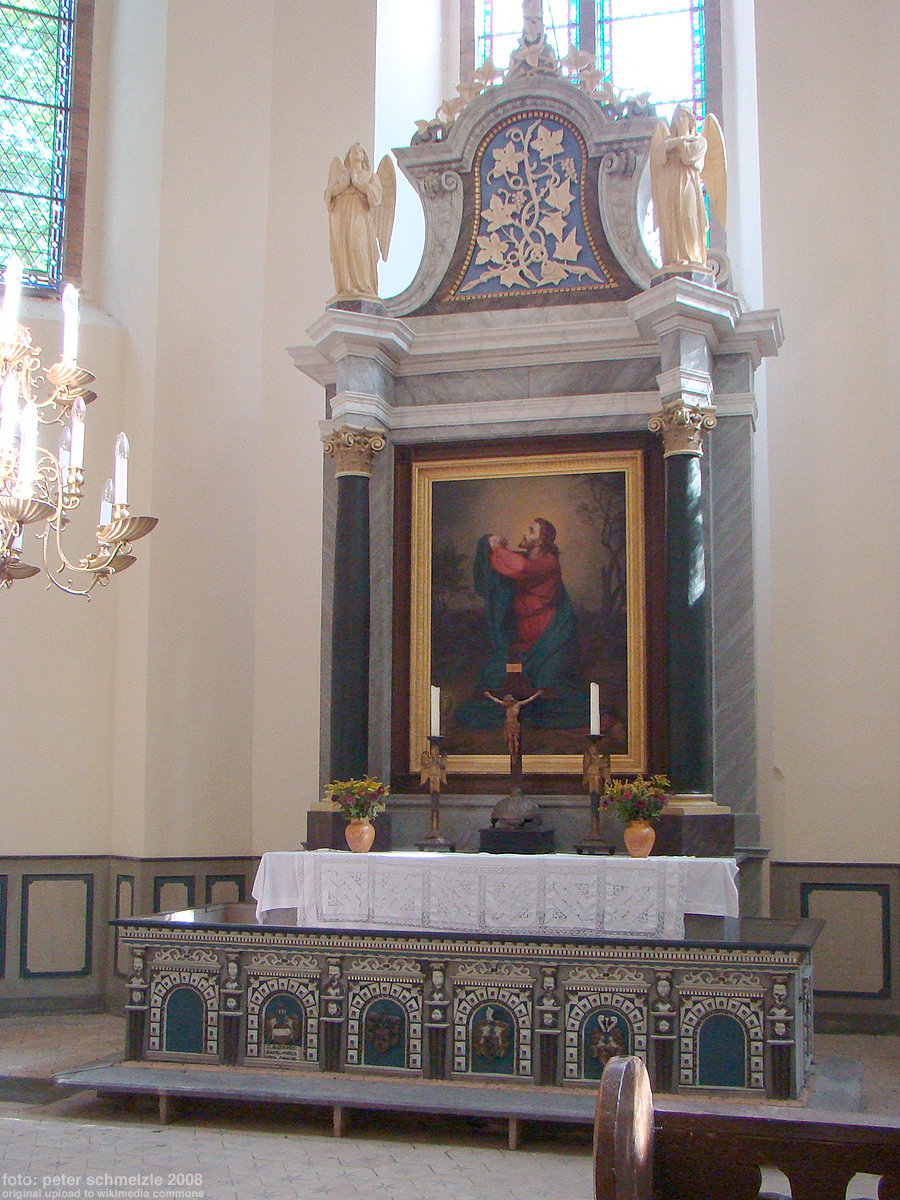
Altarbild Ivenack